# Ferula narthex
Espèce
Synonymes
- Ferula asafoetida (Falc.) H.Karst., 1882[1],[2]
- Ferula jaeschkeana subsp. taenioloba Rech.fil. & Riedl[2]
- Ferula koelzii Rech.f. & Riedl, 1963[1],[2]
- Narthex asafoetida Falc., 1846[1],[2]
- Peucedanum narthex (Boiss.) Baill., 1884[1],[2]

Statut de conservation UICN

LC : Préoccupation mineure
Ferula narthex est une espèce de plantes à fleurs herbacées vivaces de la famille des Apiacées. Présente en Afghanistan, au Pakistan et au Tadjikistan, la plante produit une gomme-résine souvent assimilée à l'ase fétide. Celle-ci n'a cependant pas les mêmes propriétés ni la même importance économique que l'originale.

## Description
La plante est haute de 1,5 à 2 m. Sa racine est épaisse, fusiforme. La base de la tige est fibreuse. Les feuilles sont grandes, bipennées ; les segments sont oblongs ; la marge est entière à sinueuse. Les inflorescences sont des ombelles axillaires, régulièrement réparties de la base au sommet de la plante, non pubescentes. Elles présentent jusqu'à trente rayons. Les fleurs sont à pétales jaunes, caducs. Le fruit mesure 10–12 mm de long ; les vittae sont grandes, parfois ramifiées, seules, rarement par paire, dans les sillons, et de 4 à 6 par commissure, inégale et variable.

## Répartition

Aires de répartition des trois espèces principales produisant l'ase fétide, d'après Chamberlain, 1977, et extensions en Asie centrale d'après Pimenov, 2020.
Ferula assa-foetida
Ferula foetida
F. foetida (extension)
Ferula narthex
F. narthex (extension)

L'espèce est naturellement présente en Afghanistan, au Tadjikistan et dans le nord du Pakistan, à une altitude située entre 900 et 3 070 m.